# Гаевники-Колёнья
Гаевники-Колёнья (пол. Gajewniki-Kolonia) — деревня в Польше. Входит в гмину Здуньска-Воля Здуньсковольского повета в Лодзинском воеводстве, которое находится в центральной части страны. Деревня расположена примерно в четырёх километрах к востоку от города Здуньска-Воля и в 38 километрах к юго-западу от третьего по величине польского города Лодзь (центра Лодзинского воеводства). Прилегает к деревне Гаевники.
По данным на 2007 год население составляет oколо 160 жителей.